# 明海大学の人物一覧
明海大学の人物一覧（めいかいだいがくのじんぶついちらん）は、明海大学に関係する人物の一覧記事。

## 著名な教員

### 外国語学部
- 佐々木文彦 - 日本語学科教授。日本語史、語彙論
- 中川仁 - 日本語学科教授。言語政策、日本語教育

### 歯学部
- 天野修 - 形態機能成育学講座教授。組織学
- 村本和世 - 形態機能成育学講座教授。生理学

## 元教職員
- 井上史雄 - 名誉教授（元・外国語学部日本語学科教授）。『新方言』の提唱者
- 杉山徹宗 - 名誉教授（元・不動産学部不動産学科教授）。法学博士。外交史、戦略論
- 山岸勝榮 - 名誉教授（元・外国語学部英米語学科教授）。『ニューアンカー和英辞典』』『スーパー・アンカー和英辞典』『スーパー・アンカー英和辞典』『アンカーコズミカ英和辞典』（いずれも学習研究社刊）の編集主幹

## 著名な出身者

### 政治
- 島田智哉子 - 元参議院議員（埼玉県）、民主党
- 水野智彦 - 元衆議院議員（比例区）、民主党
- 関口昌一 - 第34・35代参議院議長、参議院議員（埼玉県）、自由民主党
- 大仁田厚 - 元参議院議員（比例区）、自由民主党、プロレスラー　※中退
- 楠山俊介 - 静岡県下田市長

### 文化
- 雨森零 - 小説家　※中退
- 中川仁 - 台湾研究者・日本語教育者

### 芸能
- パンツェッタ・ジローラモ - タレント
- 西田彩香 - 女優
- 加藤真由 - 元アイドル（元チェキッ娘）
- 藤ヶ谷太輔 - アイドル（Kis-My-Ft2）
- 川島章良 - お笑い芸人（はんにゃ(お笑い芸人)）
- 伊勢直弘 - 脚本家、演出家、俳優、城西国際大学メディア学部講師
- 多田慎也 - シンガーソングライター、作詞家、作曲家、音楽プロデューサー
- 柳家喬之助 - 落語家
- 日高央 - ミュージシャン（THE STARBEMS）
- 中島保 - ピン芸人
- 渡辺翔太 - アイドル（Snow Man）
- 田中雄士 - キックボクサー、会社経営者、歌手
- 千崎若菜 - 女優、モデル
- 飯塚一貴 - ADVANCE (お笑いコンビ)
- 馬越幸子 - モデル、女優、歌手、実業家
- 大橋彰彦 - 東京都出身のギター、ウクレレ奏者、音楽プロデューサー。音楽事務所「表参道レーベル」代表。公益社団法人日本作曲家協会会員
- 高村雅男 - 歯科医師、タレント
- 中島航輝 - 歯科医師
- 小峰一雄 - 城西歯科大学（現明海大学）卒業 歯科医師 研究者

### サッカー
- 柳雄太郎 - サッカー選手
- 大石文弥 - サッカー選手
- 酒井友之 - 元サッカー選手 シドニー五輪代表 元日本代表 サッカー指導者
- 岩田正太 - サッカー選手
- 鴇田周作 - サッカー選手
- 禹相皓 - サッカー選手
- 坂田記一 - 元サッカー選手
- 山口智 (サッカー選手) - 元サッカー選手 元日本代表 サッカー指導者
- 岩本昌樹 - フットサル選手（バルドラール浦安）
- 長坂拓海 - フットサル選手
- 和田涼太 - 元サッカー選手 サッカー指導者

### バレーボール
- 堤亜里菜 - バレーボール選手

### 教育
- 小川洋一 - 松本歯科大学臨床教授、明海大学客員准教授、東京ステーション歯科クリニック院長
- 長山克也 - 奥羽大学歯学部歯科理工学講座主任教授

### 経済
- 近正宏光 - 農業生産法人越後ファーム株式会社代表取締役社長
- 佐藤貴夫 - 日本の実業家。株式会社さすがや代表取締役社長

### アナウンサー
- 田村啓美 - 青森放送アナウンサー
- 河田京子 - フリーアナウンサー

その他
・ニシタツ-市民活動家